# Револьвер Прайса
Компания «Уэбли» в 1877 году начала производство револьвера с шарниром нового типа, запатентованным Чарльзом Прайсом. Калибр оружия — .577, его пуля имеет большое останавливающее действие. Патрон калибра — .500 Браунинг — считался мощным даже для винтовок. В 1860-х годах патрон калибра .577 был принят британской армией в качестве стандартного для винтовки, позже патрон этого калибра всё же был одобрен для револьвера, несмотря на внушительный вес и сильную отдачу, которые доставляли неудобства стрелку.